# 哥沢芝金
哥沢 芝金（うたさわ しばきん）は、うた沢節のうた沢芝派の名跡。

## 初代
（文政11年（1828年） - 明治7年（1874年）8月27日）本名は柴田金助。
江戸高砂町に住む御家人であった柴田弥三郎の3男。後に端唄の歌沢笹丸と共に歌沢芝金の名で行動するようになる。
笹丸没後は哥沢芝金と改称し一派を立てた。文久元年（1861年）哥沢土佐太夫、明治3年（1870年）には哥沢芝右衛門を名乗った。3代目芝金は養女。

## 2代目
（嘉永元年（1848年） - 明治10年（1877年）9月14日）
初代の門下で養子で家元を継ぐも転職し早世した。
とあるが、早世は誤りであり、以下の様に訂正する。
柴田貞之助、3代哥澤芝金を母とし志村和兵衛は義父にあたる。初代が明治7年（1874年）に没すると家元を継ぎ2代哥澤芝金となる。しかし哥澤になじめず明治21年（1888年）7月より砂糖会社に転職、従って母勢以が3世哥澤芝金を襲名したのは明治22年でなく明治21年である。貞之助は明治31年（1898年）古河鉱業所に移った。また多くの百科辞典などで早逝したとあり、本欄でも明治10年（1877年）9月14日とあるが、明治10年ではなく明治40年（1907年）9月14日である。生年はもう少し後年と思われるが不明である。

## 3代目
（天保11年（1840年） - 明治44年（1911年）5月27日）本名は柴田勢以子。
江戸深川熊井町の回船業南部屋久次郎の娘。父が夭折したため初代の養女になる。初名を哥沢芝勢以。明治22年（1889年）に3代目芝金を襲名。活動場所を東京だけでなく横浜、名古屋、上方、まで活動を広げ、全国にうた沢と哥沢芝金の名を轟かせた。明治31年（1898年）に引退し自宅で一門の育成に力を注いだ。明治41年（1908年）に姪の錦子に4代目芝金を譲り、隠居し哥沢土佐を襲名した。
作曲には「軍の神」「武蔵野」。
とあるが、詳細を記述する。
江戸深川熊井町の家船業南部屋千舟久次郎（志村和兵衛の記すところでは持船業千舟清右衛門）の娘千舟勢以。父が夭折したため、母、とうは初代芝金の後妻となり、勢以は養女として柴田せい（勢以、清）を名乗る、のち哥澤芝勢以。また松阪の志村和兵衛の妻となってから志村せい、清、も名乗る。明治21年（1888年）に3代哥澤芝金を襲名。活動場所を東京だけでなく松阪、桑名、名古屋、大阪まで広げ、全国に哥澤芝金の名を轟かせた。志村和兵衛が明治34年（1901年）東京日本橋で常盤木倶楽部を創設するにあたり、常盤木倶楽部の代表者を妻の柴田勢以としてそこで一門の育成につとめた。明治41年（1908年）に隠退し、姪の柴田錦子に4代哥澤芝金を譲り、隠居し哥澤土佐を襲名した。明治44年（1911年）5月27日深川公園代償宅で没した。深川霊厳町、済生院に葬られ、法名松吟室清譽土佐大姉、分骨して松阪信楽寺の志村家墓地にも葬られている。

## 4代目

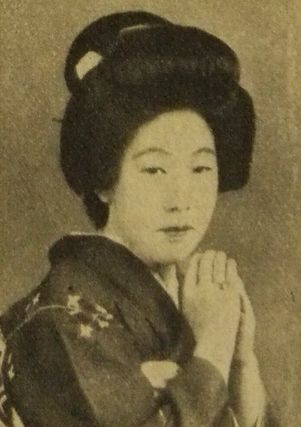
四代目芝金（1954年頃）

（明治25年（1892年）4月4日 - 昭和56年（1981年）2月19日）本名は柴田錦子。
東京の生まれ、伯母が3代目芝金、姉は2代目哥沢芝勢以、明治41年（1908年）に4代目芝金を襲名。昭和33年（1958年）に実子に5代目芝金を譲り、隠居し哥沢土佐芝金を名乗る。昭和51年（1976年）に勲五等宝冠章。長男が5代目芝金。
とあるが、下記の事項を補填する。
初代の息、柴田保の3女錦子、3代目哥澤芝金の姪。長姉柴田清は三味線に長じ2代目芝勢以を襲名。2女雪子は哥澤に踊りをつけ［哥澤振り］として公演した。錦子は明治41年（1908年）に4代目哥澤芝金を襲名。

## 5代目

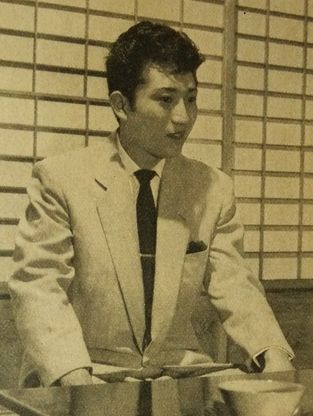
五代目芝金（1954年）

（昭和9年（1934年）2月16日 - 昭和61年（1986年）9月21日）本名は柴田修（旧姓・柴田修武、柴田宗彦）。
東京の生まれ、4代目実子。青山学院大学の学生時代はジャズのシンガーとして活躍。戦後本格的にうた沢に専念し昭和33年（1958年）に5代目芝金を襲名。晩年には哥沢太夫芝金を名乗った。

## 6代目
分家の哥沢芝清が1990年に6代目芝金を襲名。